# دينيس فيتزجيرالد
دينيس فيتزجيرالد (بالإنجليزية: Dennis Fitzgerald) هو لاعب كرة قدم أمريكية أمريكي، ولد في 13 مارس 1936 في آن آربر في الولايات المتحدة، وتوفي في 14 يناير 2001 في Allison Park, Pennsylvania ‏ في الولايات المتحدة.